# Дере, Джансу
Джансу́ Дере́ (тур. Cansu Dere) (род. 14 октября 1980 года, Анкара, Турция) — турецкая фотомодель и актриса.

## Биография
Родилась 14 октября 1980 года в Анкаре. С детства мечтала стать балериной, но мечта так и осталась мечтой. Получив начальное образование в Измире, поступила в государственный Стамбульский университет на отделение археологии. В 2000 году заняла 3 место в конкурсе красоты Kanal D Miss Turkey Güzellik Yarışması. После этого становится профессиональной моделью. Участвует в показах мод в Париже и Милане. Спустя совсем короткий срок становится одной из самых высокооплачиваемых моделей Турции. Участвовала в различных телепередачах.
Начала сниматься в кино и на телевидении с 2002 года. В 2003 году получает совсем небольшую роль в сериале «Сумерки», там впервые играет вместе с Кенаном Имирзалыоглу. В 2004 году играет комедийную роль в сериале «Метро Палас». В 2005 году получает роль Джейлан в сериале «Осенний пожар», где играет девушку с тяжелой психологической травмой. Многие считают, что после этих двух ролей на Джансу всерьёз обратили внимание как на актрису. В 2006 году ей улыбается удача, когда режиссёр Гуль Огуз начинает подготовку к своему новому сериалу «Сыла. Возвращение домой», после множества проб Джансу получает свою первую главную роль в сериале. «Сыла. Возвращение домой» (съемки с 2006 по 2008 года) становится очень популярным сериалом, благодаря которому были построены школа, больница и культурные центры в Мардине. После этой роли Джансу прочно занимает нишу среди популярных турецких актрис. Параллельно «Сыле. Возвращение домой», Джансу получает главную роль в историческом фильме «Последний оттоман: Яндым Али», где составляет пару Кенану Имирзалыоглу. Фильм получает теплые отзывы критиков и зрителей. Позднее в своих интервью Джансу признавалась: «2006 год — стал моим годом, моим прорывом».
После окончания съемок в «Сыле» Джансу получает одну из самых ярких своих ролей в кино, она играет слепую девушку в фильме «Горькая любовь» вместе с Халитом Эргенчем, психологическая драма становится лидером турецкого проката в 2009 году. Фильм получает наивысшие оценки критиков и зрителей. С 2009 по 2010 год играет свою звездную роль в сериале «Эзель» вместе с Кенаном Имирзалыоглу, сериал становится лидером продаж, лидером по количеству собранных премий, а также самым рейтинговым сериалом, показанным во множестве европейских стран. За роль Эйшан Джансу была номинирована на «Ismail Cem Television Awards 2010» (в простонародье «Турецкий Оскар») как актриса года. После окончания съемок в «Эзеле» становится одной из самых высокооплачиваемых актрис Турции.
В 2011 году Джансу получает свою новую роль в кино — Бехзат Ч.: Я вырвал твое сердце. В 2012 году играет главную роль в фильме «Почерк», который получает высокую оценку зрителей и критиков. В средине 2012 года присоединилась к актёрскому составу популярного исторического телесериала «Великолепный век», где сыграла наложницу султана Сулеймана, которая оказалась персидской шпионкой.
Джансу была лицом марки Avon. Является лицом марки Magnum. C 2012 года становится первой турецкой актрисой, которую выбрали лицом известной марки L’Oréal Paris.
Джансу обожает фотографировать, причем занимается она этим очень профессионально и все свои работы выкладывает в Instagram. Не раз получала предложение открыть свою личную выставку в Стамбуле, однако пока отказывалась. Вторая страсть Джансу — путешествия, её главная мечта — побывать в каждом уголке мира.

## Личная жизнь
Джансу 6,5 лет встречалась с комиком и актёром Джемом Йылмазом, в августе 2011 пара рассталась.

## Фильмография
| Год       |    | Русское название                | Оригинальное название         | Роль                   |
| --------- | -- | ------------------------------- | ----------------------------- | ---------------------- |
| 2003      | с  | Сумерки                         | Alacakaranlık                 | Ырмак Бозоглу          |
| 2004      | с  | Метро Палас                     | Metro Palas                   | Назан                  |
| 2005      | с  | Осенний пожар                   | Güz Yangını                   | Джейлан                |
| 2006      | тф | Дом кошмара                     | Kabuslar Evi: Takip           | Эсма                   |
| 2006—2008 | с  | Сыла. Возвращение домой         | Sıla                          | Сыла                   |
| 2007      | ф  | Последний оттоман: Яндым Али    | Son Osmanlı Yandım Ali        | Дефне                  |
| 2009      | ф  | Горькая любовь                  | Acı Aşk                       | Ойя                    |
| 2009—2010 | с  | Эзель                           | Ezel                          | Эйшан Атай             |
| 2009      | с  | Золотые девушки                 | Altinlar Kizi                 | Джейлан                |
| 2010      | ф  | Красивый Запад                  | Yahşi Batı                    | Мэри Лу                |
| 2011      | ф  | Бехзат Ч.: Я вырвал твое сердце | Behzat Ç. Seni Kalbime Gömdüm | Сонгюль                |
| 2012      | ф  | Рукопись                        | El Yazısı                     | Зейнеп                 |
| 2012      | с  | Великолепный век                | Muhteşem Yüzyıl               | Хюмейра «Фирузе» Хатун |
| 2016—2017 | с  | Мама                            | Anne                          | Зейнеп                 |
| 2018      | с  | Личность                        | Şahsiyet                      | Невра                  |
| 2019      | с  | Ферхат и Ширин                  | Ferhat ile Şirin              | Бану Кыралы            |
| 2020      | с  | Неверный                        | Sadakatsiz                    | Асия                   |